# George Goldthwaite
George Goldthwaite (Boston, 1809. december 10. – Tuscaloosa, 1879. március 16.) az Amerikai Egyesült Államok szenátora (Alabama, 1871–1877).